# Код на мълчанието (филм)
„Код на мълчанието“ (на английски: Code of Silence) е американски екшън филм от 1985 г. на режисьора Андрю Дейвис, с участието на Чък Норис.

## Сюжет
Сержант Еди Кюзак (Норис) е полицай от Чикаго. При опит да спаси невинна жертва попада в капана на войната в италиано-американската мафия.